# 목포 나들목
목포 나들목(Mokpo IC)은 전라남도 무안군 삼향읍 유교리와 목포시 대양동에 걸쳐 설치된 과거 서해안고속도로의 1번 교차로였다.
2011년 12월 23일 무영로가 개통된 후 목포 나들목 ~ 죽림 분기점 구간이 국도 제2호선으로 이관되면서 서해안고속도로 구간에서 제외되었다. 다만, 도로명과 교통정보에서는 여전히 서해안고속도로의 나들목으로 간주하고 있다.

## 연혁
- 1991년 8월 3일 : 나들목 건설을 위해 전라남도 목포시 대양동 ~ 무안군 삼향면 유교리 1.5km 구간 도로구역 결정[1]
- 1994년 8월 30일 : 1996년 4월까지 나들목 건설을 위해 전라남도 목포시 대양동 ~ 무안군 삼향면 유교리 250m 구간 도로구역 결정[2]
- 1998년 8월 25일 : 서해안고속도로 무안 ~ 목포 구간 개통에 따라 통행 개시[3]
- 2011년 12월 23일 : 죽림 분기점 개통[4]과 동시에 서해안고속도로 목포 나들목 ~ 죽림 분기점 4.8km 구간이 국도 제2호선의 구간으로 이관이 되면서 고속도로 나들목 기능 폐지 및 국도 제2호선의 교차로로 격하[5]

## 구조물 정보

목포 나들목 형태

직결램프가 포함된 클로버형 입체 교차로이며 목포 방향에서 대양동 방향으로 이어지는 램프가 직결형이다. 직진시 고하대로와 직결되며, 목포시내 및 무안 양방향으로 진출이 가능하다.
- 위치: 전라남도 무안군 삼향읍 유교리, 목포시 대양동

## 접속하는 도로
- 고하대로 (국도 제1호선, 국도 제2호선)
- 영산로 (국도 제1호선)